# Die Litteraturen des Ostens in Einzeldarstellungen
Die Litteraturen des Ostens in Einzeldarstellungen ist eine den Literaturen des Ostens gewidmete Buchreihe. Der Begriff des Ostens ist dabei weit gefasst und erstreckt sich von der polnischen Literatur bis zur chinesischen. Sie erschien von 1901 bis 1920 in Leipzig im Verlag Amelang. Führende Fachvertreter der Zeit haben an ihr mitgewirkt. Sie umfasst 10 Bände mit mehreren Teilbänden und enthält Werke zur polnischen, russischen, ungarischen, rumänischen, byzantinischen und neugriechischen Literatur, zur türkischen Moderne,  čechischen Literatur, zu den älteren südslawischen Literaturen, zur persischen, arabischen, althebräischen Literatur (Apokryphen und Pseudoepigraphen), den christlichen Literaturen des Orients (syrische und christlich-arabische, armenische, koptische, äthiopische Literatur), zur chinesischen, indischen und japanischen Literatur.

## Übersicht
- 1. Geschichte der polnischen Litteratur. Aleksander Brückner. Leipzig : Amelang, 1901. (2. Ausg. Leipzig : Amelang, 1909.) (Digitalisat)
- 2. Geschichte der russischen Litteratur. Aleksander Brückner. Leipzig : Amelang, 1905. (2. Ausg. Leipzig : Amelang, 1909.) (Digitalisat)
- 3.1 Geschichte der ungarischen Litteratur. Ignace Kont. Leipzig : Amelang, 1906. (2. Ausg. mit Nachtr. und Verb. 1909.) (Digitalisat)
- 3.2 Geschichte der rumänischen Litteratur. György Alexics. Leipzig : Amelang, 1906.
- 4. Geschichte der byzantinischen und neugriechischen Litteratur. Karl Dieterich. Leipzig : Amelang, 1902 (2. Ausg. Leipzig : Amelang, 1909.) (Digitalisat)
- 4.2 Geschichte der türkischen Moderne. Paul Horn. Leipzig : Amelang, 1902 (2. Ausg. Leipzig : Amelang, 1909.) (Digitalisat)
- 5.1 Geschichte der čechischen Litteratur. Jan Jakubec. Leipzig : Amelang, 1907 (2. Aufl. Leipzig : Amelang, 1913.)
- 5.2 Geschichte der älteren südslawischen Litteraturen. Matthias Murko. Leipzig : Amelang, 1908.
- 6.1 Geschichte der persischen Litteratur. Paul Horn. Leipzig : Amelang, 1901 (2. Ausg. Leipzig : Amelang, 1909.) (Digitalisat)
- 6.2 Geschichte der arabischen Litteratur. Carl Brockelmann. (2. Ausg. mit Berichtigungen. Leipzig : Amelang, 1909.) (Digitalisat)
- 7.1 Geschichte der althebräischen Litteratur. Karl Budde. - Apokryphen und Pseudoepigraphen. Alfred Bertholet. Leipzig : Amelang, 1906 (2. Ausg. Leipzig : Amelang, 1909.) (Digitalisat)
- 7.2 Geschichte der christlichen Litteraturen des Orients. Carl Brockelmann. Leipzig : Amelang, 1907 (2. Ausg. mit Berichtigungen. Leipzig : Amelang, 1909.) (Digitalisat)
  - Carl Brockelmann: Die syrische und die christlich-arabische Litteratur. S. 1–74
  - Nikolaus Finck: Geschichte der armenischen Litteratur. S. 75–130
  - Johannes Leipoldt: Geschichte  der koptischen Litteratur. S. 131–183
  - Enno Littmann: Geschichte der äthiopischen Litteratur. S. 185–270
- 8. Geschichte der chinesischen Litteratur. Wilhelm Grube. Leipzig : Amelang, 1902 (2. Ausg. Leipzig : Amelang, 1909) (Digitalisat)
- 9.1 Geschichte der indischen Litteratur / Moriz Winternitz / Bd. 1 / Einleitung. Der Veda. Die volkstümlichen Epen und Purāṇas. Moriz Winternitz. - 2. Ausg. - [ca. 1920] (Digitalisat)
- 9.2 Geschichte der indischen Litteratur / Moriz Winternitz ; Bd. 2 / Die buddhistische Litteratur und die heiligen Texte der Jainas. Moriz Winternitz. - 1920 (Digitalisat)
- 9.3. Geschichte der indischen Litteratur / Moriz Winternitz ; Bd. 3 / Die Kunstdichtung. Die wissenschaftliche Literatur. Neuindische Literatur. Nachträge zu allen drei Bänden. Moriz Winternitz. 1920 (Digitalisat)
- 10. Geschichte der japanischen Litteratur. Karl Florenz. Leipzig : Amelang, 1906 (2. Ausg. - Leipzig : Amelang, 1909) (Digitalisat)